# Рисовое молоко

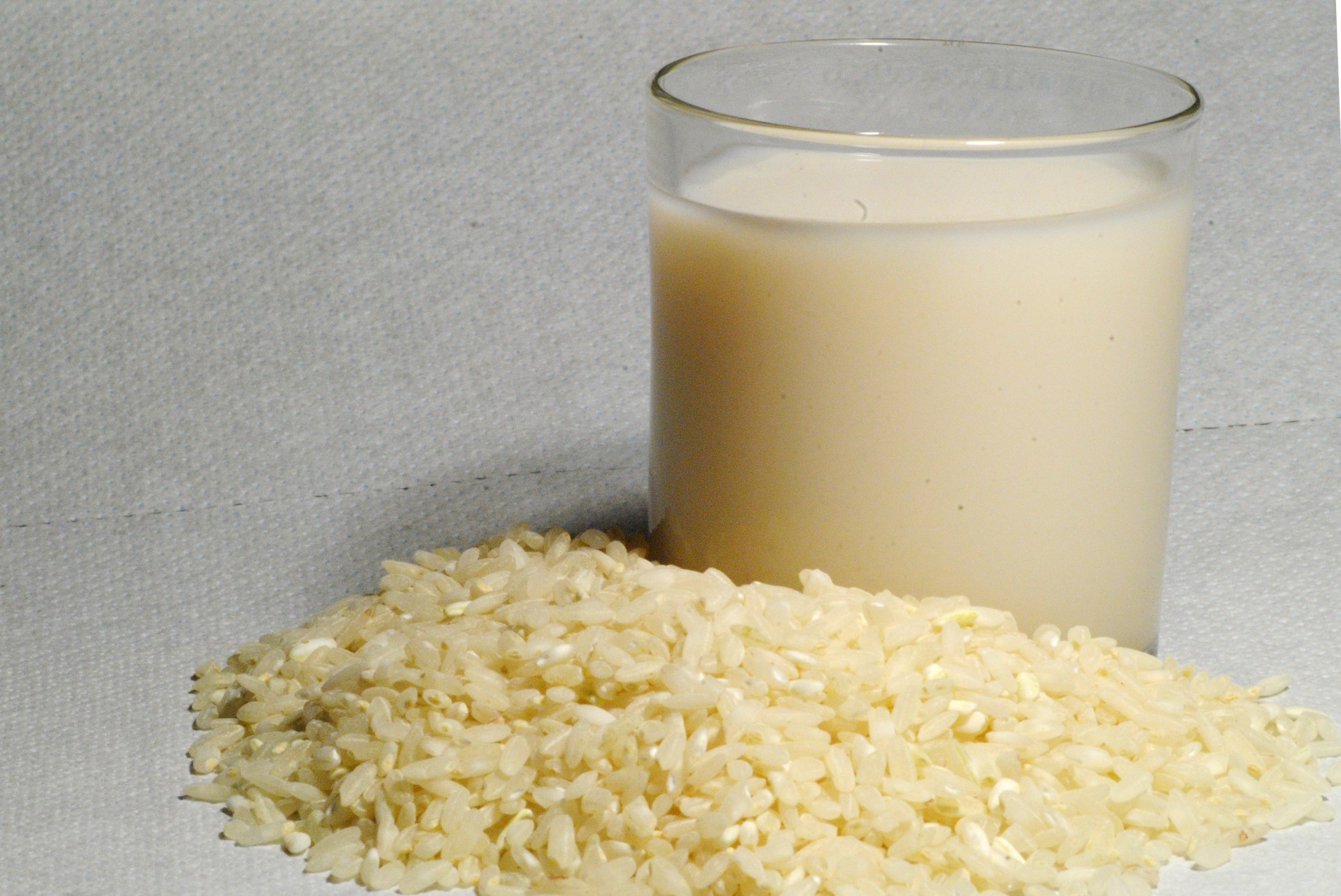
Рисовое молоко

Рисовое молоко — растительное молоко, приготовленное из риса. Коммерческое рисовое молоко обычно производится с использованием коричневого риса и сиропа коричневого риса, может быть подслащено сахаром или заменителями сахара, а также ароматизировано такими ингредиентами, как ваниль. Его могут обогащать белком и микроэлементами: витамином B12, кальцием, железом, или витамином D.

## Пищевая ценность
Рисовое молоко (несладкое) на 89 % состоит из воды, 9 % углеводов, 1 % жира и содержит незначительное количество белка. Эталонное количество в 100 мл обеспечивает 47 калорий и, если оно специально обогащено во время производства, — 26 % дневной нормы (ДН) витамина B12 (таблица). Оно также содержит кальций (12 % суточной нормы; обогащённое) и марганец (13 % дневной нормы; обогащённое) в умеренных количествах, но в остальном содержит мало питательных микроэлементов. Кормление младенцев исключительно рисовым молоком (вместо коровьего или грудного молока) может быть фатальным.

## Сравнение с обычным молоком
По сравнению с коровьим молоком рисовое молоко содержит больше углеводов (9 % против 5 %), но не содержит значительного количества кальция или белка, а также холестерина или лактозы. Коммерческие марки рисового молока часто обогащены витаминами и минералами, включая кальций, витамин B 12, витамин B 3 и железо. У него гликемический индекс 86 по сравнению с 37 у обезжиренного молока и 39 для натурального молока. Рисовое молоко является наименее аллергенным среди растительного молока, и его могут употреблять люди с непереносимостью лактозы, пищевой аллергией на сою или молоко. Оно также используется веганами в качестве заменителя молочных продуктов.

## Коммерческие бренды
Коммерческие марки рисового молока доступны с различными вкусами, такими как ваниль, а также без ароматизаторов, и могут использоваться во многих рецептах в качестве альтернативы коровьему молоку.

## Приготовление
Рисовое молоко производится в промышленных масштабах путём прессования риса в мельнице с последующей фильтрацией и смешиванием с водой. Его можно приготовить дома, используя рисовую муку и белок коричневого риса, или путём кипячения коричневого риса в большом количестве воды, смешивания и фильтрации смеси.